# Condado de Forest (Wisconsin)
O Condado de Forest é um dos 72 condados do Estado americano do Wisconsin. A sede do condado é Crandon, e sua maior cidade é Crandon. O condado possui uma área de 2 710 km² (dos quais 84 km² estão cobertos por água), uma população de 10 024 habitantes, e uma densidade populacional de 4 hab/km² (segundo o censo nacional de 2000). O condado foi fundado em 1885.